# Sfogliatella
La sfogliatella (in napoletano: 'a sfugliatèlla) è un dolce tipico della pasticceria campana e si presenta in due varianti principali: può essere riccia, se preparata con pasta sfoglia, oppure frolla, se preparata con la pasta frolla.

## Storia

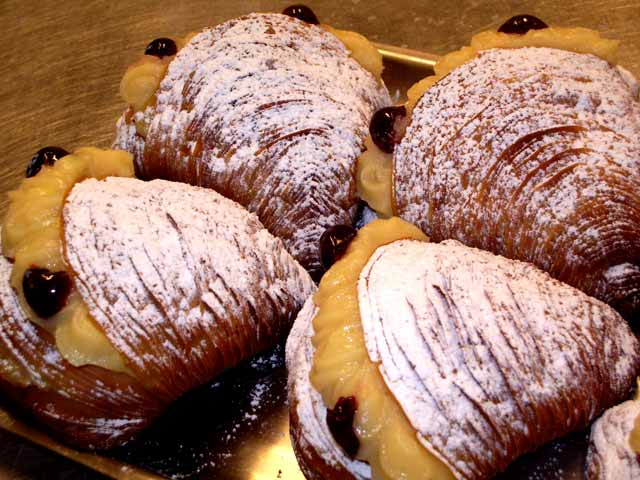
Alcune Santarose

La sfogliatella nasce nel XVIII secolo nel conservatorio di Santa Rosa da Lima, a Conca dei Marini, quasi per caso: era avanzata nella cucina del convento un po' di pasta di semola; invece di buttarla, fu aggiunta frutta secca, zucchero e limoncello, ottenendo un ripieno. Fu utilizzato allora un cappuccio di pasta sfoglia per ricoprire il ripieno e venne tutto riposto nel forno ben caldo. Il dolce riscosse molto successo tra gli abitanti delle zone vicine al convento, prendendo il nome di Santarosa in onore della santa a cui era dedicato il convento.
Nel 1818, Pasquale Pintauro, pasticciere napoletano, entrò in possesso della ricetta segreta della Santarosa, portando il dolce a Napoli, apportando alcune modifiche alla ricetta, usata fino ad oggi, e introducendo la variante frolla.

## Varianti
Esistono, oltre alla sfogliatella riccia e frolla, due varianti del dolce campano: la santarosa, da cui è nata l'odierna sfogliatella, e la coda d'aragosta, una variante della sfogliatella riccia, molto più grande ed allungata e ripiena di panna montata, crema cioccolato, crema chantilly o marmellata.

### Altre regioni
In Abruzzo, in particolare a Lama dei Peligni, almeno dal XIX secolo è d'uso preparare le sfogliatelle per il periodo di Natale, insieme ad altri dolci natalizi come caggionetti, paste di mandorle, bocconotti, pepatelli ecc. Vi sono due differenze vistose rispetto al dolce napoletano: innanzitutto la sfogliatella abruzzese appare più morbida con gli strati di sfoglia più sottili, inoltre il ripieno è differente; non contenendo creme, la sfogliatella abruzzese si conserva più a lungo, mantenendo la sua fragranza anche per 7-10 giorni.
La lavorazione è molto complessa per la preparazione della pasta sfoglia, che per le sfogliatelle napoletane si prepara con farina e uova, impastando per bene fino ad ottenere almeno cinque strati separati da strutto sciolto; tuttora essa viene realizzata manualmente, oltre che in pasticceria, nelle case, dove la ricetta viene tramandata di generazione in generazione. Il ripieno è tipico dei dolci abruzzesi: confettura d'uva rigorosamente casereccia, cacao in polvere, mandorle tritate, zucchero e cannella. Le sfogliatelle Lamesi vengono infine spolverate di un mix di zucchero e cannella. Nel comune chietino di Lama dei Peligni da molti anni viene effettuata la Sagra della sfogliatella.